# Прижизненное окрашивание
Прижизненное или витальное окрашивание — метод окрашивания организмов или живых препаратов их тканей для повышения контраста при наблюдении под микроскопом.
Иногда витальным окрашиванием называют также введение красителя в живой организм, с дальнейшим его умерщвлением и приготовлением микропрепарата.

## Причины прижизненного окрашивания
Микроскопирование живых тканей имеет существенный недостаток — внутриклеточные структуры при таком исследовании сложно отличить друг от друга, поскольку они имеют сходные коэффициенты преломления света. Один из приёмов для преодоления этого недостатка состоит в окрашивании клеток и тканей (другой приём — использование специальных оптических устройств).
Прижизненное окрашивание позволяет наблюдать одновременно как особенности строения, так и особенности функционирования организмов, клеток и тканей.
Ряд методов витального окрашивания микроорганизмов разработан и применяется в микробиологии.

## Витальные красители
Красители, пригодные для прижизненного окрашивания, называются витальными. В отличие от многих других красителей, используемых в микроскопировании, они обладают двумя дополнительными свойствами: имеют низкую токсичность и обладают способностью легко проникать в живые клетки и их структуры через клеточные оболочки и цитоплазматические мембраны.
По оптическим свойствам различают витальные красители для видимого света и флуоресцентные красители (называемые также флуорохромами).
По химическим свойствам различают основные, кислотные (кислые) и электронейтральные витальные красители.
Основные красители
- Акридиновый оранжевый
- Метиленовый синий — используется для витального окрашивания простейших, изолированных клеток, культур тканей, тонких плёнок живых тканей. Используется раствор 1:1000 — 1:10 000. В ботанике используется для окраски вакуолей, накапливаясь в клетках, содержащих дубильные вещества. Может использоваться для окраски митохондрий[2].

Кислотные (кислые) красители
- Индигокармин
- Кислый фуксин
- Калий-флуоресцин
- Эозин

Нейтральные красители
- Родамин B